# 白沙香烟
白沙煙，创牌于1975年，湖南中煙所産一種香煙，味香醇，有多種口感及價格供選擇，其口號是“舞鶴白沙，我心飛翔”，白沙煙在中國各地均佔有一定市場佔有率。